# Boris Cyrulnik
Boris Cyrulnik (* 26. července 1937, Bordeaux, Francie) je francouzský lékař, etolog, neuropsychiatr, psychoanalytik a spisovatel.

## Život a dílo
Boris Cyrulnik se narodil v rodině židovských přistěhovalců z východní Evropy. Během druhé světové války ho matka svěřila do pěstounské rodiny, aby byl ochráněn. Oba jeho rodiče byli zatčeni, deportováni do vyhlazovacího tábora v Osvětimi a zavražděni. On sám byl při razii 10. ledna 1944 nacisty zajat a ocitl se spolu s dalšími Židy ve Velké synagoze v Bordeaux, kde se mu podařilo ukrýt a uprchnout. Do konce války se skrýval jako farmářský chlapec pod jménem Jean Laborde. Tato traumatická osobní zkušenost ho přiměla stát se psychiatrem. Vystudoval medicínu na Pařížské univerzitě.
Napsal mnoho populárně-vědeckých knih o psychologii. Ve Francii je známý tím, že rozvíjí a vysvětluje veřejnosti koncept psychologické resilience a jejího působení v dětství a během života.
Je profesorem na Toulonské univerzitě.

## Ocenění
- 1. října 1999 – Řád čestné legie v hodnosti rytíře
- 2008 – Renaudotova cena za esej, za knihu Autobiografie jednoho strašáka
- 2010 – čestný doktorát Katolické univerzity v Lovani
- 31. prosince 2014 – Řád čestné legie, povýšen do hodnosti důstojníka[1]